# Gilgo-Oak Beach-Captree
Gilgo-Oak Beach-Captree és una concentració de població designada pel cens dels Estats Units a l'estat de Nova York. Segons el cens del 2000 tenia 333 habitants.

## Demografia
Segons el cens del 2000, Gilgo-Oak Beach-Captree tenia 333 habitants, 161 habitatges, i 94 famílies. La densitat de població era de 47,1 habitants per km².
Dels 161 habitatges en un 14,9% hi vivien nens de menys de 18 anys, en un 50,9% hi vivien parelles casades, en un 6,2% dones solteres, i en un 41% no eren unitats familiars. En el 34,8% dels habitatges hi vivien persones soles l'11,8% de les quals corresponia a persones de 65 anys o més que vivien soles. El nombre mitjà de persones vivint en cada habitatge era de 2,07 i el nombre mitjà de persones que vivien en cada família era de 2,64.
Per edats la població es repartia de la següent manera: un 13,5% tenia menys de 18 anys, un 1,5% entre 18 i 24, un 28,8% entre 25 i 44, un 34,8% de 45 a 60 i un 21,3% 65 anys o més.
L'edat mediana era de 48 anys. Per cada 100 dones de 18 o més anys hi havia 100 homes.
La renda mediana per habitatge era de 66.250 $ i la renda mediana per família de 105.870 $. Els homes tenien una renda mediana de 61.250 $ mentre que les dones 37.083 $. La renda per capita de la població era de 55.813 $. Cap de les famílies i el 0,9% de la població estaven per davall del llindar de pobresa.